# Zygosepalum ballii
Zygosepalum ballii är en orkidéart som först beskrevs av Robert Allen Rolfe, och fick sitt nu gällande namn av Leslie Andrew Garay. Zygosepalum ballii ingår i släktet Zygosepalum och familjen orkidéer. Inga underarter finns listade i Catalogue of Life.